# 캠프 무적
캠프 무적(Camp Mujuk)는 경상북도 포항시 남구 오천읍 세계리에 위치한 주한 미국 해병대의 기지이다. 

## 역사
1980년에 건설되었으며, 여단급 규모의 미합중국 해병대가 주둔하고 있다.

## 주둔
- 주한 미국 해병대
- 해병대 시설사령부

## 참고
- 대한민국 해병대 공식 블로그

## 외부 사이트
- 캠프 무적  - 공식 웹사이트
- 캠프 무적 - 페이스북